# Egyenlítői tartomány (1917–2015)
A Kongói Demokratikus Köztársaság Egyenlítői tartománya az ország északi részén terül el. Nyugaton a Kongói Köztársasággal, északon a Közép-afrikai Köztársasággal határos, keleten az Orientale tartománnyal, délen pedig a Kelet-Kasai tartománnyal, a Nyugat-Kasai tartománnyal és a Bandundu tartománnyal szomszédos. Tartományi fővárosa Mbandaka, a Kongó partján fekvő város.
Területe 403 292 km², lakossága 7 391 082 (2004), népsűrűsége 18,33 fő/km². Nemzeti nyelve a lingala.
A 2006-ban elfogadott alkotmány hatályba lépése után, 2015-től a korábbi Egyenlítői tartományt a következő tartományokra osztották fel: 
- Észak-Ubangi
- Mongala
- Dél-Ubangi
- Tshuapa
- Egyenlítői

## Története
- 1917. augusztus 20. A Belga Kongón belül létrehozzák az Équateur/Evenaar (egyenlítői) tartományt
- 1933. Átszervezés után létrejön a Coquilhatville/Coquilhatstad tartomány
- 1947. Visszanevezik Équateur/Evenaar tartománnyá
- 1960. június 30. A Kongói Köztársaság autonóm tartomány lesz
- 1962. augusztus 14. A tartományból kiválik a Cuvette Centrale és az Ubangi tartomány, a maradék terület központi kormányzás alá kerül.
- 1963. február 5. A maradék területet újraszervezik Moyen-Kongó néven
- 1966. április 25. Cuvette Centrale, Moyen-Kongó és Ubangi tartományok újraegyesülnek Egyenlítői tartomány néven.[1]